# Mya Nichole
Mya Nichole (Indianápolis, Indiana; 23 de junio de 1984) es una actriz pornográfica estadounidense retirada.

## Biografía
Nichole nació en junio de 1984 en la ciudad de Indianápolis (estado de Indiana) en una familia de ascendencia brasileña y checa. Entró en la industria pornográfica en 2007, cuando tenía 23 años de edad.
Sus primeros trabajos se centraron en temática solo (masturbación) o lésbica, así como escenas de sexo anal y doble penetración. Algunas de sus primeras películas son Girls Hunting Girls 13 y Throat Jobs 2.
Ha trabajado para estudios como Evil Angel, New Sensations, Brazzers, 3rd Degree, Jules Jordan Video, Zero Tolerance, Diabolic Video, Bang Bros, kink.com, Vivid, ClubJenna o Naughty America, entre otros.
En 2010 recibió cinco nominaciones en los Premios AVN a la Mejor escena de sexo lésbico en grupo por Babes Illustrated 18; dos nominaciones a Mejor escena de doble penetración por Deep In Latin Cheeks 3 e Incumming 15; otra a Mejor escena de trío por Sleazy Riders y una quinta a la Mejor escena escandalosa de sexo por Deep Anal Abyss 2.
Se retiró en 2017, con más de 170 películas grabadas.

## Premios y nominaciones
| Año  | Ceremonia     | Resultado | Premio                                | Trabajo                |
| ---- | ------------- | --------- | ------------------------------------- | ---------------------- |
| 2009 | Premios AVN   | Nominada  | Mejor estrella web debutante          | —                      |
| 2009 | Urban X Award | Ganadora  | Mejor escena de trío                  | Deep in Latin Cheeks 3 |
| 2010 | Premios AVN   | Nominada  | Mejor escena de doble penetración     | Deep in Latin Cheeks 3 |
| 2010 | Premios AVN   | Nominada  | Mejor escena de sexo lésbico en grupo | Babes Illustrated 18   |
| 2010 | Premios AVN   | Nominada  | Mejor escena de doble penetración     | Incumming 15           |
| 2010 | Premios AVN   | Nominada  | Mejor escena de trío                  | Sleazy Riders          |
| 2010 | Premios AVN   | Nominada  | Mejor escena escandalosa de sexo      | Deep Anal Abyss 2      |